# Língua eslava eclesiástica

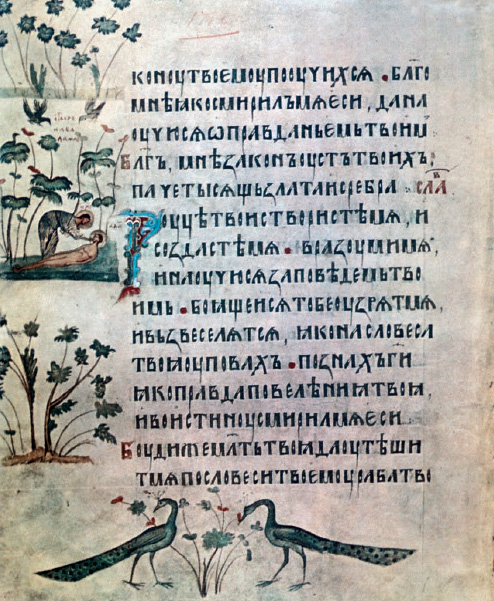
Página do Saltério de Espiridão, em eslavo eclesiástico.

O eslavo eclesiástico (também eslavônico eclesiástico) é a língua litúrgica das igrejas ortodoxas eslavas, como a Igreja Ortodoxa Russa, a Igreja Ortodoxa Búlgara e a Igreja Ortodoxa Macedônia, como também de grupos derivados destas que estão em comunhão com a Igreja Católica, como a Igreja Greco-Católica Ucraniana, a Igreja Latina na Croácia. Também foi o idioma litúrgico da Igreja Ortodoxa na Valáquia e na Moldávia até o fim do século XVII, quando conflitos políticos levaram a Igreja a começar a substituí-lo pela língua romena.

## História
Historicamente, é derivada do antigo eslavo eclesiástico, cuja pronúncia e ortografia foi com o tempo sendo adaptada, e palavras e expressões de significado arcaico e obscuro foram substituídas por seus equivalentes no vernáculo (por exemplo, provenientes do antigo dialeto eslavo oriental). Os primeiros textos no eslavo eclesiástico aparecem na escrita glagolítica e no cirílico arcaico, mas hoje, adicionalmente ao cirílico arcaico, o cirílico moderno e o latino também são usados, adaptando a língua litúrgica ao idioma local. Há diferentes níveis transicionais entre o cirílico antigo e as variedades modernas.
Em um primeiro momento, o eslavo eclesiástico se converteu em veículo de tradução de textos bíblicos, litúrgicos e teológicos em grego. Seguindo o princípio da máxima fidelidade ao texto original, se mostrou evidente a influência grega no vocabulário, na formação das palavras e na sintaxe, influência que aumentou com o tempo em posteriores revisões que pretendiam se aproximar cada vez mais do original. Sem dúvida, os eslavos ortodoxos fizeram também uso do eslavo eclesiástico, desde finais do século IX até quase o século XVIII, como língua literária para a criação de obras originais, sobretudo, ainda que não exclusivamente, de caráter religioso. Durante este período se desenvolveu toda uma série de variantes, como o eslavo eclesiástico da Bulgária (utilizado a partir do século XVI, inclusive por romenos ortodoxos), da Croácia, da Rússia e da Sérvia, cuja pronúncia (e portanto a ortografia) e formas gramaticais eram reflexo, de certo modo, das peculiaridades lingüísticas das línguas eslavas vernáculas locais. O primeiro livro impresso no eslavo eclesiástico foi a Missale Romanum Glagolitice, da Igreja Croata, publicado em 1483 no glagolítico angular croata, seguido por cinco livros litúrgicos no cirílico impressos em Cracóvia, em 1491.
A partir do século XVII, tanto o caráter quanto o papel do eslavo eclesiástico experimentaram um dupla mudança: por um lado, na Ucrânia, procedeu-se uma codificação gramatical da língua, que também se adotaria, com algumas modificações, na Rússia. Ao mesmo tempo que a Rússia assumia o papel central na conservação da Ortodoxia, os livros eclesiásticos ali revisados e publicados se converteram em uma autoridade e passaram a ser utilizados como tal entre os eslavos ortodoxos, inclusive os que habitavam os Bálcãs, de forma que o eslavo eclesiástico russo desbancou as antigas normas do eslavo eclesiástico local. Por outro lado, o uso do eslavo eclesiástico diminuiu como conseqüência do florescimento de línguas literárias nacionais utilizadas em composições seculares durante os séculos XVIII e XIX, perdendo assim seu elevado papel literário e se tornando restrita tão somente à esfera religiosa. Bíblias em russo, sérvio, búlgaro já eram comuns no século XIX. Hoje, apenas sobrevive na esfera litúrgica, não havendo mais uma produção ativa de documentos religiosos na língua.

## Recensões históricas e pronúncia
A pronúncia do eslavo litúrgico varia intensamente entre diferentes comunidades, cada qual adaptando sua fonologia à linguagem civil. Embora as mais variadas recensões tenham sido usadas no passado, a grande maioria das hoje ativas foram ou baseadas na sinodal russa, ou são próximas a esta.

### Recensão sinodal russa
A Rússia começou a desenvolver uma pronúncia própria do antigo eslavo eclesiástico a partir do século X, baseando-se na recensão do búlgaro medieval. A recensão hoje utilizada na Rússia, no entanto, foi apenas estabelecida na segunda metade do século XVII. Frequentemente, usa-se uma modernização do alfabeto cirílico adequada ao uso do mesmo na língua russa hodierna, enquanto a pronúncia sinodal russa consiste aproximadamente na pronúncia desta forma modernizada como se fosse a língua russa, com a exceção de que os fonemas são idealmente lidos como são escritos, ou seja, a dessonorização final e a neutralização vocálica são evitadas, apesar de muitas vezes acontecerem na prática. Adicionalmente, algumas pronúncias mais conservadoras tendem a pronunciar a letra г como uma fricativa velar sonora.
As modernizações ocasionais do alfabeto são as seguintes:
- Є, ѣ, ѥ tornam-se е.
- Assim como já ocorria em alguns textos antigos, ѕ torna-se з.
- І e ї tornam-se и.
- As ligaturas оу e ѿ simplificam-se, respectivamente, como у e от.
- As letras ѡ, ѯ, ѱ, ѳ e ѵ, exclusivas de empréstimos do grego, tornam-se respectivamente como são pronunciadas, isto é, о, кс, пс, ф e и (ou в, dependendo do contexto).
- Ъ desaparece.
- Ѧ, ѩ, ѫ e ѭ tornam-se я.

Ainda quanto ao alfabeto cirílico antigo, há pequenas variantes nos textos litúrgicos sérvios e ucranianos ocidentais, a saber:
- o uso da ligatura ѹ como uma única letra, e não um dígrafo оу;
- e um uso menos frequente das abreviações dos nomes sagrados.

#### Variante sérvia
A Sérvia, que tinha uma recensão própria do eslavo litúrgico, gradualmente teve um influxo da pronúncia russa pela entrada de missionários russos a partir da conquista otomana em 1459. As diferenças para a pronúncia russa são relacionadas às limitações fonéticas do sérvio, por exemplo, o menor inventário de consoantes palatais.

#### Variante ucraniana
Semelhantemente à variante sérvia, a variante ucraniana difere-se da Rússia basicamente por algumas particularidades fonéticas. Duas grandes diferenças, no entanto, são:
- a pronúncia homogeneamente fricativa de г, que, apesar de tradicionalmente ser pronunciada assim na Rússia, nesta é frequentemente oclusiva;
- a pronúncia de ѣ como и no oeste ucraniano.

### Recensão de Moscou Antiga
Visto que o cisma que separou os velhos crentes do Patriarcado de Moscou ocorreu antes da conclusão da atual forma textual utilizada na Rússia, estes velhos crentes, assim como os yedinoveriye, ortodoxos unidos a Moscou que preservam as práticas anteriores às reformas nikonianas, utilizam uma recensão anterior. As principais diferenças são:
- uso do dígrafo ѹ em mais posições;
- ausência do sinal de hífen.

### Recensão sérvia
Antes do influxo de eruditos búlgaros e russos, a Sérvia tinha uma recensão mais peculiar da língua eslava eclesiástica. Escrevia-se em geral no cirílico antigo, mas também com algumas regiões preservando o glagolítico e mesmo com o alfabeto latino sendo usado no litoral. O conhecido Evangelho de Miroslav, escrito no alfabeto cirílico, pertence a esta recensão. Algumas de suas características são:
- /ɛ̃/ e /ɔ̃/ tornando-se /ɛ/ e /u/;
- uso extensivo de diacríticos no Mosteiro de Resava e na região que o circunda;
- uso das letras i e y para o som de /i/ em manuscritos no alfabeto latino

### Recensão croata
Na Croácia, que foi o único lugar em que a Igreja Latina regularmente conduzia a liturgia em uma língua que não o latim até o Concílio Vaticano II, há tanto o uso do alfabeto glagolítico quanto uma recensão da língua no alfabeto latino, usando o alfabeto do croata com a adição da letra ě para representar o ѣ.

## Dados
É difícil fazer um cálculo do número de pessoas que utilizam o eslavo eclesiástico como língua litúrgica na atualidade, e mais complicado ainda é determinar seu grau de conhecimento, geralmente restrito e de caráter passivo. Por um lado, a diáspora da Europa oriental durante os últimos anos do século XIX e no século XX tem estendido a presença dos eslavos por todo o globo.
Por outro lado, a atual pressão secularizante sobre a Europa do Leste, assim como a tendência por parte dos filhos dos emigrados a usar as línguas dos países de adoção, tem contribuído para reduzir o grau de familiaridade com o eslavo eclesiástico.
O eslavônico é usado quase em totalidade pela Igreja Ortodoxa Russa, que tem aproximadamente metade dos fiéis ortodoxos, mas com algumas exceções, por exemplo, entre minorias étnicas, na diáspora e em setores autônomos da Igreja. Algumas poucas paróquias individuais na Rússia fazem ofícios em russo e ucraniano.